# Retour au bercail
Pour plus de détails, voir Fiche technique et Distribution.
Retour au bercail (Back to the Outback) est un film d'animation australien-americain-canadien réalisé par Harry Cripps et Clare Knight, sorti en 2021.

## Synopsis
Fatigués d'être enfermés dans un vivarium, exposés au regard d'humains qui les voient comme des monstres, un groupe hétéroclite d'animaux parmi les plus dangereux d'Australie prépare un plan audacieux pour s'enfuir du zoo. Leur but, rejoindre l'Outback où personne ne les jugera pour leurs crocs et leurs écailles. Maddie, une taïpan au grand cœur, dirige le groupe, accompagnée par Zoé, une diable cornu au caractère bien trempé, Frank, une mygale en mal d'amour, et Nigel, un scorpion émotif. Mais quand leur ennemi juré Petit Bout d'chou, un koala aussi mignon qu'insupportable, se joint à leur évasion, Maddie et sa bande n'ont d'autre choix que de l'emmener avec eux. Commence alors un road trip ébouriffant et hilarant à travers l'Australie, où le petit groupe tentera d'échapper au gardien de zoo Chaz et à son clone miniature en manque d'aventure.

## Fiche technique
- Titre : Retour au bercail
- Titre original : Back to the Outback
- Réalisation : Harry Cripps et Clare Knight
- Scénario : Harry Cripps et Gregory Lessans
- Musique : Rupert Gregson-Williams
- Montage : Marcus Taylor
- Production : Daniela Mazzucato
- Société de production : Netflix Animation, Reel FX Creative Studios et Weed Road Pictures
- Pays :  Australie,  États-Unis et  Canada
- Langue originale : anglais
- Format : couleur
- Genre : Animation, aventure, comédie
- Durée : 95 minutes
- Dates de sortie : 
  - Netflix : 10 décembre 2021

## Distribution

### Voix originales
- Eric Bana : Chaz
- Tim Minchin : Pretty Boy
- Miranda Tapsell (en) : Zoe
- Angus Imrie : Nigel
- Guy Pearce : Frank
- Jacki Weaver : Jackie
- Isla Fisher : Maddie
- Diesel La Torraca : Chazzie
- Rachel House : Jacinta
- Aislinn Derbez (en) : Legs
- Keith Urban : Doug
- Gia Carides : Doreen / la mère de Dolores
- Kiara Marr : Norine
- Lachlan Power (en) : Dave, le diable de Tasmanie
- Aaron Pedersen : Clive, le bousier
- Kylie Minogue : Susan, le potamochère du Cap
- Wayne Knight : Platypus
- Celeste Barber : Skylar
- Jack Charles : Greg
- Thelma Plum (en) : Maeve
- Lilah Yow Yeh : Dolores

### Voix françaises
- Bruno Magne : Chaz
- Laurent Maurel : P'tit Bout d'Chou
- Edwige Lemoine : Zoé
- Sébastien Desjours : Nigel
- Alexis Victor : Frank
- Marie-Martine : Jackie
- Elisabeth Ventura : Maddie
- Oscar Biavan : Chazzie
- Virginie Emane : Jacinta
- Odile Cohen : Legs
- Arnaud Léonard : Doug
- Antoine Schoumsky : Dave
- Isabelle Auvray : Susan
- Magali Rosenzweig : Skylar
- Amélia Ewu : la journaliste de télévision
- Rody Benghezala
- Glen Hervé
- Élisa Bardeau
- Jérôme Wiggins
- Sacha Tomassian
- Bianca Tomassian
- Ava Cohen Gallaud
- Cécile Zebert
- Yves Letzelter

 Source et légende : version française (VF) sur RS Doublage

## Accueil
Le film a reçu un bon accueil de la critique. Il obtient un score moyen de 58 % sur Metacritic.